# خوسيه دومينغو أرياس
خوسيه دومينغو أرياس (بالإسبانية: José Domingo Arias)‏ هو سياسي بنمي، ولد في 26 أكتوبر 1963 في بنما. حزبياً، نشط في التغيير الديمقراطي.